# Yooka-Laylee
『Yooka-Laylee』（ユーカレイリー）は、イングランドのゲームスタジオPlaytonic Gamesが開発し、Team17が発売したアクションアドベンチャーゲーム。
日本では2018年6月14日よりNintendo Switch版のダウンロード販売が開始され、2021年7月17日よりXbox One版のダウンロード版が開始された。

## ゲーム内容
Playtonic Gamesは元レアのスタッフによって結成されたため、バンジョーとカズーイの大冒険シリーズの精神的後継作にあたり、キックスターターで資金を調達して開発された。
カメレオンのYooka（ユーカ）と、大きな鼻のコウモリLaylee（レイリー）のコンビが金の亡者Capital Bの野望を阻止するため、全能のワンブックを取り戻すための冒険を繰り広げる。

## 登場キャラクター
ユーカ（Yooka）
本作の主人公であるカメレオンの男の子。体色は緑。性格は明朗快活で穏やか。相棒のレイリーと一緒に難破船をリメイクした家に住んでいる。
レイリー（Laylee）
本作の主人公である、大きな赤い鼻が特徴の蝙蝠の女の子。体色は紫。性格はユーカ同様明朗快活だが、欲深い。
トラウザー（Trowzer）
ショートパンツを穿いている赤いヘビ。自称「すご腕セールスマン」。クイルを支払うことでアクションを教えてもらえる。
キャピタルB（Capital B）
「ハイボリータワー社」の社長であるハチの男性。全能のワンブックを含めた全ての古い本をかき集めて宇宙の理を書き換えようと企んでいる。
ドクター・クワック（Dr. Quack）
「ハイボリータワー社」の専属の科学者。ガムボールマシンにそのまま入ったカモの姿をしている。
ドクター・パズ（Dr. Puzz）
タコと人間が合体したような姿の科学者。かつてはクワックの同僚であったが、研究をクワックに奪われたことで離反。発明品でユーカとレイリーの手助けをする。
レクストロ (Rextro)
レトロゲームのようなポリゴンの姿をした恐竜。アーケードゲームの機体を運営している。
カートス (Kartos)
トロッコの老人。彼に話しかけるとトロッコのミニゲームを遊べる。
ヴェンディ (Vendi)
黄色い自販機。様々なトニック(特殊能力)をもらうことができる。

## アイテム
ペイジー (Pagie)
全能のワンブックに住んでいる紙の形をした妖精たち。各ステージに25枚ずつ存在する。ステージの開放・拡張に必要となる。
クイル (Quill)
羽ペン。各ステージに200枚ずつ存在する。トラウザーのアクションを購入する時に使用する。また、ステージ上の全てのクイルを集めるとペイジーが1枚手に入る。
モリークール (Mollycool)
水色の分子のような物体。ドクター・パズの所へ持っていくと変身ができるようになる。
プレイコイン (Play Coin)
カクカクした形のコイン。レクストロに渡すとアーケードゲームを遊べるようになる。
ヘルス・エクステンダー (Butterfly Booster)
取るとヘルス(他のゲームで言うHP)が1つ増える。
パワー・エクステンダー (Power Extender)
取るとパワーメーターが増える。
ゴーストライターズ (Ghost Writers)
5匹で一組のお化け。各ステージに一組ずつ存在し、全員捕まえるとペイジーが1枚手に入る。それぞれ捕まえ方が異なる。
ノーミィ（Normy）
黄色のお化け。何もしてこないが、見つけにくい場所にいる。
アングリー（Ann-Gree）
赤いお化け。襲ってくるので、攻撃をかわしつつ反撃しないといけない。
イーヴィー（Evie）
緑色のお化け。近づくと逃げる。
ハイディー（Heidi）
青いお化け。姿を消しており、笑い声のみ聞こえる。
フィーディー（Fee-Dee）
ピンクのお化け。大口を開けている。満腹にしてやらないと捕まえられない。
チップ（Cashino Chip）
「キャピタル・カジノ」のみで手に入るアイテム。チップ10枚でペイジー1枚と交換できる。

## ボス
グレートランポ (Great Rampo)
1つ目の岩の化け物。坂の上から丸太を転がして攻撃してくる。歯が弱点。
ブリーーーズブロック (Brrreeze Blok)
鬣を持った氷のモンスター。氷を吐き出してくるが、ダメージを与えると吐き出すスピードが上がっていく。
トレブザテンテイクル (Trev the Teneyecle)
クラーケン。本体は隠れており、目の部分と触手のみ姿を現す。
I.N.E.P.T.
カジノの警備ロボット。爆弾や突進、ミサイルなど攻撃方法は多彩。このボス戦ではカートスに乗って戦うことになる。
プラネッテ (Planette)
巨大な惑星の姿をした女性。夫をユーカ達に殺されたことに怒り、攻撃してくる。

## ステージ
「ハイボリータワー社」のあちこちに存在する「グランドトーム」と呼ばれる本から入ることができる。ステージの開放には一定数のペイジーを消費する必要がある。さらに多くのペイジーを消費することでステージが「拡張」され、行ける場所が増える。
トライバルスタック・トロピックス (Tribalstack Tropics)
最初のステージ。緑豊かな浮き島であり、村や遺跡、塔などがある。ボスはグレートランポ。
グリッターグレイズ・グレイシャー (Glitterglaze Glacier)
雪と氷で覆われた銀世界のステージ。洞窟や湖、お城などが存在する。ボスはブリーーーズブロック。
ムーディーメイズ・マーシュ (Moodymaze Marsh)
不気味な湿地帯のステージ。地形の多くが汚れた沼となっており、入るとダメージを受ける。ボスはトレブザテンテイクル。
キャピタル・カジノ (Capital Cashino)
その名の通りカジノが舞台のステージ。ここではペイジーの代わりにチップを集め、入り口の受付でペイジーと交換する必要がある(なぜか変装したキャピタルBが受付係をしている)。ボスはI.N.E.P.T.。
ガレオン・ギャラクシー (Galleon Galaxy)
宇宙が舞台のステージ。広大な海の上に島や惑星、宇宙船などが存在している。海に入るとダメージを受けるため、飛行するか転送装置を使って移動する必要がある。ボスはプラネッテ。